# Barbara Feldmann (Politikerin)

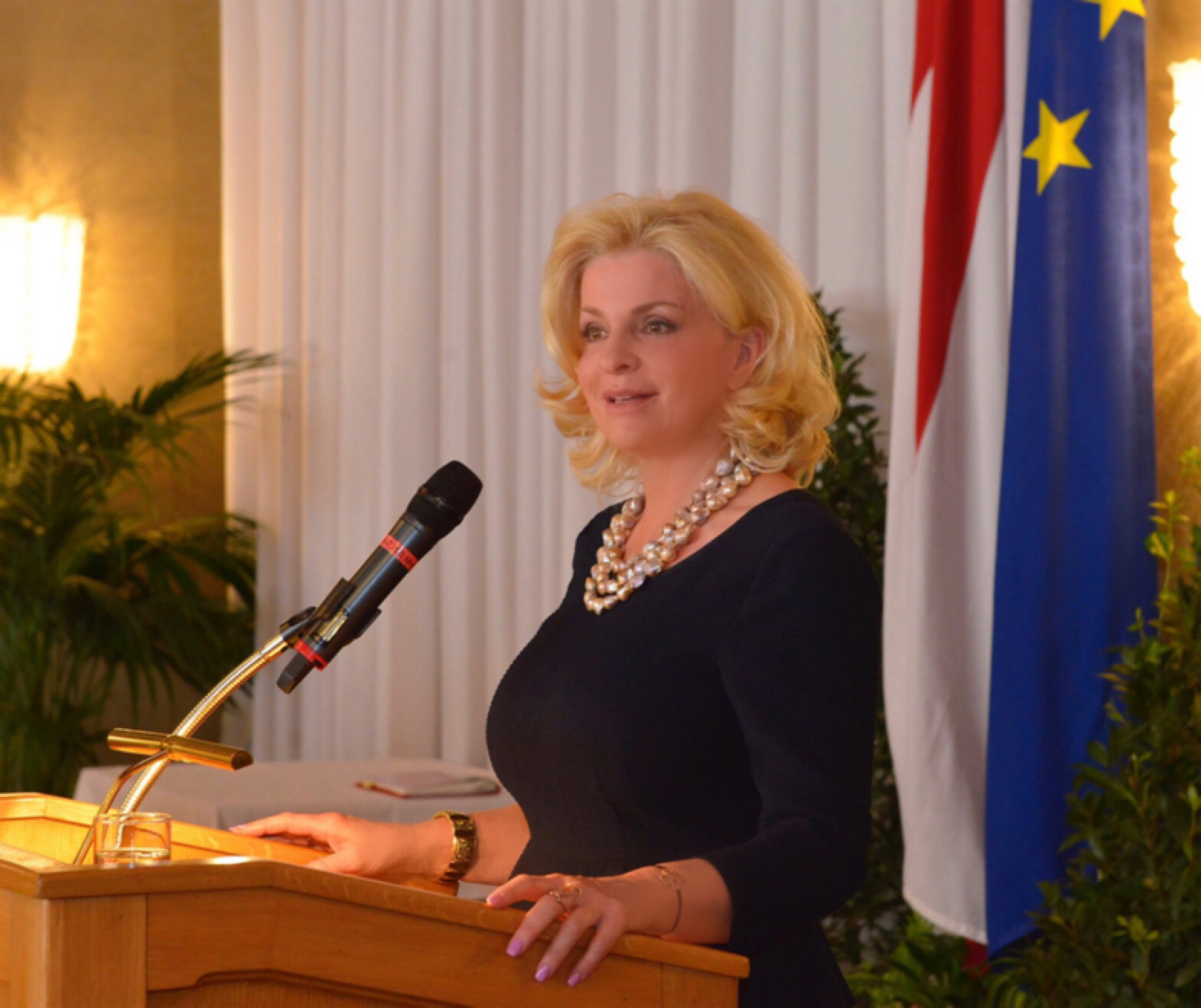
Barbara Feldmann

Barbara Feldmann (* 28. April 1963 in Wien) ist eine österreichische Politikerin (ÖVP). Sie war von November 2003 bis November 2015 Abgeordnete zum Landtag und Mitglied des Wiener Gemeinderats.

## Ausbildung und Beruf
Barbara Feldmann legte 1982 die Matura an einem Realgymnasium ab. 1984 absolvierte sie eine Ausbildung zur Versicherungskauffrau, 1986 eine Ausbildung zur Versicherungsmaklerin. Ihr Studium der Handelswissenschaften an der Wirtschaftsuniversität Wien schloss sie 1993 mit dem Magister-Grad ab.
Barbara Feldmann gründete 1986 die Majella Versicherungsvermittlungs GmbH, der sie seit der Gründung als Geschäftsführerin vorsteht. 1990 bis 1993 arbeitete sie in Design, Produktion Marketing und Vertrieb der Firma DOB (Damenoberbekleidung), 1993 schloss sie einen Franchise Contract mit Marks & Spencer Österreich ab, woraufhin sie bis 1995 im in verschiedenen Bereich für Marks & Spencer tätig war. Zwischen 1993 und 1994 eröffnete Feldmann drei Filialen von Marks & Spencer in Wien und übernahm zwischen 1995 und 1998 die Geschäftsführung von Marks & Spencer Österreich. Nach dem Verkauf von Marks & Spencer an eine Investorengruppe übernahm Feldmann bis 2000 die Geschäftsführung der APA Central Beteiligungsgmbh. Deutschland und ist seit 2001 Geschäftsführerin der APA Central Beteiligungsgmbh. Österreich. Zudem war sie in der Beratung und beim Start up von PTI Telecom Germany engagiert.
Seit 2014 ist sie Mitglied des Aufsichtsrates der Novomatic und seit 2017 auch der deutschen Tochter Löwen Entertainment.

## Politik
Feldmann trat erstmals 2001 für die Wiener ÖVP bei den Landtags- und Gemeinderatswahlen an. Am 26. November 2003 folgte sie Johannes Hahn nach seiner Wahl zum Stadtrat als Abgeordnete in den Landtag und Gemeinderat nach.

## Privates
Barbara Feldmann hat zwei Kinder.

## Auszeichnungen (Auswahl)
- 2023: Goldenes Ehrenzeichen für Verdienste um das Land Wien[3]